# Ausztria varsói nagykövetsége
Ausztria varsói nagykövetsége (németül: Österreichische Botschaft Warschau, lengyelül: Ambasada Austrii w Warszawie) Ausztria és Lengyelország kapcsolatainak egyik kiemelt intézménye. A két ország 1918-ban nyerte el mai formáját, azóta - a háborús éveket leszámítva - élő diplomáciai kapcsolatban vannak és képviseletet működtetnek egymás országában.

## Története
Az osztrák és a lengyel nép közötti kapcsolatok évszázadosak, diplomáciai kapcsolatokra és állandó képviseletre azonban csak a két ország mai formájának elnyerése után volt lehetőség 1918-ban. Varsóban korábban is működött osztrák konzulátus, ez azonban nem a mai Ausztria volt, hanem az Osztrák–Magyar Monarchia és nem Lengyelország, hanem az Orosz Birodalom részeként, Visztula menti határterület néven ismert terület. A főkonzulátus megnyitásáról nincs információnk, de 1890-ben már biztosan működött Varsóban. A közvetlen diplomáciai kapcsolatok és a követség megnyitásának pontos dátuma nem ismert, de 1918 novemberében már Ausztriában tartózkodtak Lengyelország képviselői, feltehetően kölcsönös volt a gesztus.
A második világháborút követően 1946. március 5-én rendeződtek kölcsönösen a diplomáciai kapcsolatok, azóta mindkét országban működik a másik országot nagykövetségi szinten képviselő diplomáciai misszió. Lengyelországban 1970-ben nyílt osztrák kulturális központ, a varsói székhelyű intézetet 1997 óta Osztrák Intézetnek hívják, és már három lengyel városban kínál elsősorban nyelvtanfolyamokat: Varsó mellett Krakkóban és Wrocławban. Az Osztrák Intézet a nagykövetségtől függetlenül, de az osztrák Külügyminisztérium szervezeti egységeként működik.